# Heidelberg (del av en befolkad plats)
Heidelberg är en del av en befolkad plats i Australien. Den ligger i kommunen Banyule och delstaten Victoria, omkring 12 kilometer nordost om delstatshuvudstaden Melbourne. Antalet invånare är 5 714.
Runt Heidelberg är det mycket tätbefolkat, med 2 261 invånare per kvadratkilometer.. Närmaste större samhälle är Melbourne, omkring 12 kilometer sydväst om Heidelberg. 
Runt Heidelberg är det i huvudsak tätbebyggt. Genomsnittlig årsnederbörd är 1 244 millimeter. Den regnigaste månaden är juli, med i genomsnitt 140 mm nederbörd, och den torraste är januari, med 49 mm nederbörd.